# 時空図

時空図に描かれた光速で移動する光子の世界線（黄色）。

時空図（じくうず、Spacetime diagram）とは、特殊相対性理論における時空の様子を表した図である。時空図を導入することで、ローレンツ収縮や時間の遅れといった相対性理論に特有の現象について、数式を用いることなく直感的かつ定性的に理解することができる。相対論では出来事を事象と呼び、世界点と呼ばれる時空図上の一点で表される。またその座標は（時間、空間）のように並べて書く。また、時間とともに変化していく物体の位置は世界線と呼ばれる線で表される。
時空図として最も良く知られているのは、1908年にヘルマン・ミンコフスキーが考案したミンコフスキー図である。この図は空間軸と時間軸を取った2次元のグラフである。通常のx-tグラフとは異なり、相対性理論の慣例で横軸に空間軸、縦軸に時間軸をとる。光速で動く物体の世界線がちょうど45°の角度をなすように、縦軸の時間にはしばしば光速cがかけられ、ctとされる。

## 導入

### 位置と時間のグラフ（x-tグラフ）

Fig.1-1 x-tグラフ。縦軸に位置、横軸に時間をとる。

位置と時間のグラフ（x-tグラフ）は1方向の運動についての運動を記述するのに便利である。Fig.1-1では運動する物体の位置が時間ごとにプロットされており、原点から物体が1.66m/sの速さで6秒間の等速運動をした後、5秒間停止し、その後7秒かけて速さを変えながら元の位置に帰ってくる様子が容易に読み取れる。
さて時空図では、この位置と時間との関係を表すグラフの軸が交換された形式をとる。すなわち、縦軸に時間座標、横軸に空間座標を表示する。相対論では、時間軸に光速cをかけ、ctとして表示されることが多い。これで軸の単位の次元が揃うことになる。

### 系の設定

Fig.1-2 慣性系Sとそのx軸正の方向に相対速度vで運動する慣性系S’

空間3次元と時間の時空は4次元的な図となり扱うのが難しい。そこで異なる座標系の観測者による座標同士の比較を簡単にするため、まずは単純な設定を考える。ここに2つの慣性系SとS’が存在し、それぞれの系に観測者OとO’が静止している。S系の時空座標は(t,x,y,z)で表され、S’系の時空座標は（t’,x’,y’,z’）となる。S系とS’系のそれぞれの軸は平行に配置されており、S’系はS系から測定すると一定の相対速度vでx軸正の方向に運動している。それぞれの原点は、時間t=t'=0で一致しているとする。この設定はFig.1-2のように表される。2つの系の時間はtとt’というように別々に与えられている。

### ニュートン力学での時空図

Fig.1-3 ニュートン力学の範囲ではどちらの座標系でも事象Aは同時刻に観測される。

Fig.1-3の黒色の座標軸は、x=0に静止している観測者の座標系である。すなわちこの観測者の世界線はct軸と等しく、この軸と平行な世界線はx=0から離れた場所で静止している物体を表す。一方、青色の座標軸は、x軸正の方向に一定速度vで運動する慣性系S’の観測者の世界線と一致する。つまりこの青色の軸は、移動する観測者の時間軸ct’であると解釈することができる。
Fig.1-3の例で事象Aの位置と時刻を求めると、どちらの観測者から見ても同時刻に観測される。つまりここでは時間は普遍的であり、t=t’である（時間の同時性）。一方、移動している慣性系S’から見るAの位置x’は、静止している慣性系Sから見る位置xとは異なる。
このような、S系とS’系の間でxからx’への座標変換、あるいはその逆の座標変換は、ガリレイ変換と呼ばれる。

## ミンコフスキー図

### 概要
ミンコフスキー図は時空図の一種で、特殊相対性理論ではしばしば使われる特定の形式である。ミンコフスキー空間の一部を2次元で描いたもので、通常、空間成分は1つに絞られている。この図でx軸またはx’軸に水平な線は、それぞれの系での同時事象の概念を表す線である。
さて古典力学では、異なる慣性系同士の位置や時間の変換は上記の通りガリレイ変換が有効だった。しかし、相対性理論では光速度不変の原理に基づいてローレンツ変換が用いられる。ミンコフスキー図は、ローレンツ変換の結果を示している。Fig.2-1で表されている通り、一定の速度で移動する観測者O’の新たな時間軸は、S系で静止している観測者Oの時間軸と角度{\displaystyle \alpha }（ただし{\displaystyle \alpha <{\tfrac {\pi }{4}}}）をなし、新たな空間軸もまた{\displaystyle \alpha }だけ傾いたものになっている。これは、任意の慣性系の観測者から見た光の速度は不変ゆえ、光は常に傾き45°の直線上を走ることになるからである。角度{\displaystyle \alpha }はS’系の速度によって変化するが、どのような角度{\displaystyle \alpha }となってもFig.2-2で示すように、光子の世界線である直線{\displaystyle ct=x}は常にct’軸とx’軸のなす角の二等分線となる。そして光路は常にこの二等分線に平行（もしくは直交）する線で表現される。

Fig.2-1 相対性理論での時空図
Fig.2-2 S’系のS系に対する相対速度を変化させた際のミンコフスキー図。破線は光円錐を表す。

### 数学的性質

Fig.2-3 時空図の異なる目盛りの軸。

x軸とx'軸との間の角度{\displaystyle \alpha }について以下のように定義する。
{\displaystyle tan\alpha ={\frac {v}{c}}=\beta }
また、xとtからx’とt’へ変換するローレンツ変換の数学的な記述は以下の通りである。
{\displaystyle x'={\frac {x-vt}{\sqrt {1-\left({\frac {v}{c}}\right)^{2}}}}} {\displaystyle t'={\frac {t-({\tfrac {vx}{c^{2}}})}{\sqrt {1-({\tfrac {v}{c}})^{2}}}}}
この変換から得られる時空間軸は、必ず双曲線の共役直径に対応する。
Fig.2-3に示されているように、一般的には変換前と返還後の軸のスケールが異なる。ct軸とx軸の単位長さをUとすると、ct’軸とx’軸の単位長さU'は次のようになる。
{\displaystyle U'=U{\sqrt {\frac {1+\beta ^{2}}{1-\beta ^{2}}}}}

### 歴史
アルバート・アインシュタインが1905年に特殊相対性理論を発表すると、ヘルマン・ミンコフスキーが1907年にミンコフスキー空間、1908年に時空を図式化したミンコフスキー図を発表した。1912年には、ギルバート・ルイスとエドウィン・B・ウィルソンはミンコフスキー図を持つ非ユークリッドの平面の特性を研究した。

## ローデル図
ミンコフスキー図では、静止しているS系の座標系は直交しているが、相対的に運動するS’系の座標系についてはその軸は傾く。特殊相対性理論では、任意の慣性系は物理的に等価でなければならないとされているので、このミンコフスキー図の書き方では誤解を招く可能性がある。そこで、座標系の対称性という特徴を際立たせた時空図の形式としてローデル図が用いられる。
Fig.3-1では、2つの慣性系はどちらも静止しておらず、等しい速さでお互いに反対方向に運動しているという見方をしている。このような形式を使用することで、両方の慣性系の座標軸の単位長さが等しくなり、単純にグラフの長さを比べることで両慣性系の時空の長さを比較することが可能になる。

Fig.3-1
Fig.3-2

## 相対性理論の現象の図式化

### 時間の遅れ

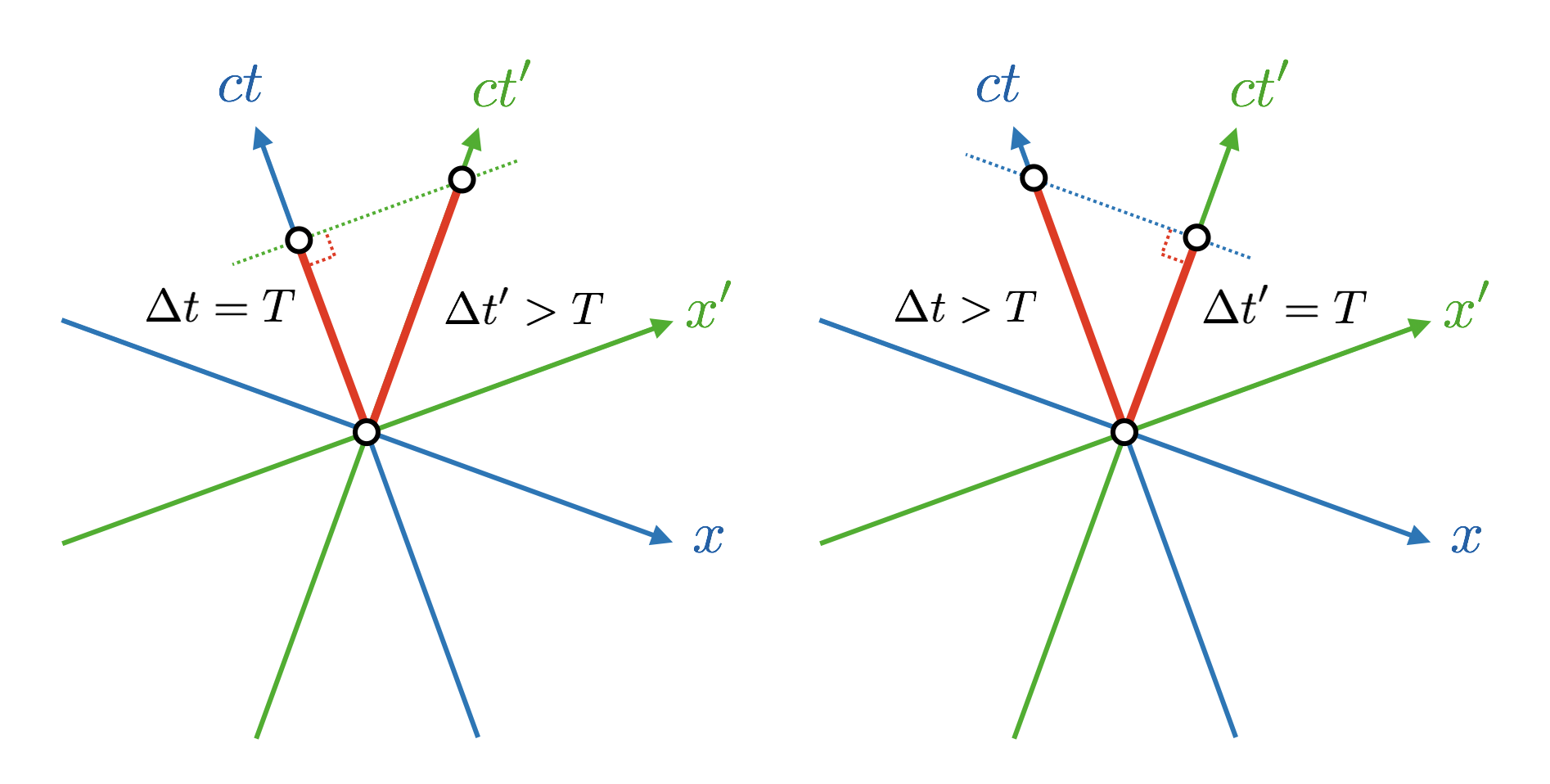
Fig.4-1 一方の系が静止し、他方の系が運動している。しかし、どちらの観測者も他方の時計が遅く進んでいるように見える。

Fig.4-2 時空図で図示された時間の遅れ。両方の観測者が他方の時計が遅く進んでいると観測できる。

相対性理論では、相対的に移動する時計は静止している観測者からは遅く動いて見える。移動する時計の時刻は、静止している時計の時刻を用いて、ローレンツ変換の式から変形することで次のように表される。
{\displaystyle t'=t{\sqrt {1-\left({\frac {v}{c}}\right)^{2}}}}
静止している系と運動している系の両方の観測者は、相手の系が自身に対して相対的に動いているために相手の時計が遅れていると見ることができる。その様子は時空図でFig.4-1のように図示できる。
Fig.4-2で詳しく述べる。黒色の座標軸の観測者から見ると、事象Aと同時に起こるすべての事象は、黒色の空間軸と平行な直線状に位置する。この直線はAとBを通過しているので、黒色の座標軸の観測者は事象Aと事象Bは同時に発生すると観測する。しかし、この黒色の座標軸の観測者と相対的に移動している青色の座標軸の時計は、青色の時間軸に従って時刻を刻んでいる。ゆえに、黒色の座標軸の観測者は自分の時計がOからAまでの距離で表される時刻を読み取っている一方で、青色の座標軸の時計の時刻はOからBまでの距離で表される時刻を表示していると観測され、OA＞OBより、青色の座標軸の時計が遅く進んでいると見ることができる。
一方、青色の座標軸の観測者から見ると、事象Bと同時に起こるすべての事象は、青色の空間軸と平行な直線状に位置する。この直線はBとCを通過しているので、青色の座標軸の観測者は事象Bと事象Cは同時に発生すると観測する。しかし、青色の座標軸の観測者がBに到達した際、黒色の座標軸の時計はまだCにしか到達しておらず、OB＞OCより、黒色の座標軸の時計が遅く進んでいると見ることができる。
以上より、時空図上のどの2つの事象を同時であると認識するかは観測者によって異なる。ゆえに「どちらの時計が本当に遅れているのか」といった問いは意味をなさず、時間は相対的なものであることが分かる（同時の相対性）。

### ローレンツ収縮
相対性理論では、観測者に対して運動するものは静止しているものに比べてその運動方向に長さが収縮するように見える。この現象をローレンツ収縮またはローレンツ・フィッツジェラルド収縮と呼び、その収縮した長さ{\displaystyle L}は静止したときの長さ{\displaystyle L_{0}}を用いて以下のように表される。
{\displaystyle L=L_{0}{\sqrt {1-\left({\frac {v}{c}}\right)^{2}}}}
また、その様子は時空図でFig.4-3のように図示できる。
Fig.4-4で詳しく述べる。長さを持つ物体の端点の世界線が図示されている。黒色の座標軸の観測者にとって、t=0における物体の長さはOAである。しかし、青色の座標軸の物体とともに移動し、物体が相対的に静止していると見る観測者にとってt’=0での物体の長さはOBとなる。OA＜OBより、黒色の座標軸の観測者にとって物体の長さは収縮することになる。また、青色の座標軸の観測者から黒色の座標軸の物体を見ても、この物体もまた、ODからOCに長さが収縮していると見ることができる。

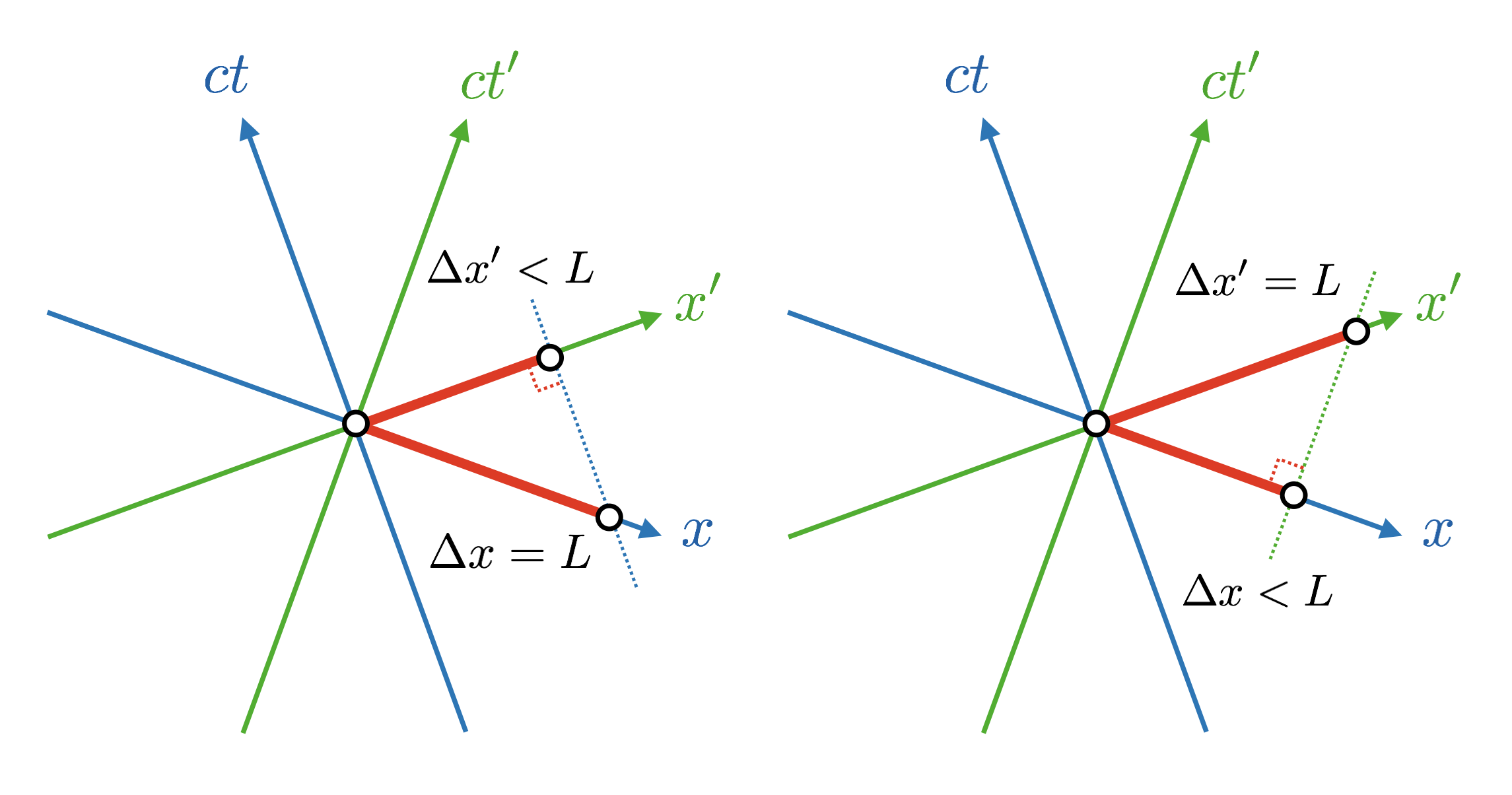
Fig.4-3 一方の系が静止し、他方の系が運動している。しかし、どちらの観測者も他方の長さが縮んでいるように見える。
Fig.4-4 時空図で図示された収縮。両方の観測者が他方の長さが収縮していると観測できる。

### 光速度不変の原理

Fig.4-5 3つの異なる慣性系を表したミンコフスキー図。黒色の座標系に対する相対速度はv’=0.4c、v’’=0.8cである。どの座標系でも光子の世界線は各軸を二等分する。

特殊相対性理論において大きな原則となるのが、光速の不変性である。すなわち、真空中の光速は、任意の慣性系において観測者や光源の運動によらず一定である。これは一見して逆説的な原理であるが、時空図もこの原理に合致する。相対性理論がアインシュタインによって提唱される以前、光は空間を一様に満たすエーテルと呼ばれる媒体を波のように伝わっているとする仮説が立てられたが、このエーテルの存在を確認できなかったマイケルソン・モーリーの実験の結果も光速度不変の原理が成り立っていると考えれば説明がつく。時空図において、光子の世界線はどのような座標系でもその空間軸と座標軸を二等分するという性質が、光速度不変の原理を表している。

## 加速する観測者について

Fig.5-1 加減速する粒子の世界線を描いた時空図

特殊相対性理論に関して、しばしば加速する粒子や物体などの非慣性系については扱えないといった間違った主張がなされる。しかし、十分短い固有時間間隔{\displaystyle \delta t'}における非慣性系にある物体の世界線は、その接線に置き換えて考えられて慣性系とみなせる。加速する観測者についての時空図はFig.5-1のように図示できる。一般相対性理論が必要となるのは重力を考慮に入れる場合である。